# Pascal Amrein
Pascal Amrein (* 26. Februar 1994) ist ein Schweizer Unihockeyspieler, welcher beim Nationalliga-A-Verein Ad Astra Sarnen unter Vertrag steht.

## Karriere
Amrein startet seine Karriere beim UHC Lok Reinach, ehe er 2011 in den Nachwuchs von Ad Astra Sarnen wechselte. Während der Saison 2014/15 wurde erstmals im Kader der ersten Mannschaft eingesetzt. Im Sommer 2019 stieg er mit Ad Astra Sarnen in die Nationalliga A auf.